# Milà-Sanremo 1911
La Milà-Sanremo 1911 fou la 5a edició de la Milà-Sanremo. La cursa es disputà el 2 d'abril de 1911, sent el vencedor final el francès Gustave Garrigou.
72 ciclistes hi van prendre part, acabant la cursa 43 d'ells.

## Classificació final
|    | Ciclista          | Equip | Temps      |
| -- | ----------------- | ----- | ---------- |
| 1  | Gustave Garrigou  | -     | 9h 37' 00" |
| 2  | Louis Trousselier | -     | + 6' 00"   |
| 3  | Luigi Ganna       | -     | + 16' 00"  |
| 4  | Carlo Galetti     | -     | + 20' 00"  |
| 5  | Henri Lignon      | -     | + 20' 00"  |
| 6  | Eugène Christophe | -     | + 21' 00"  |
| 7  | Dario Beni        | -     | + 23' 00"  |
| 8  | Marcel Godivier   | -     | + 23' 30"  |
| 9  | Alfredo Sivocci   | -     | + 23' 40"  |
| 10 | Luigi Azzini      | -     | + 24' 00"  |